# جیگوی
جیگوی (به صربی: Džigolj) یک منطقهٔ مسکونی در صربستان است که در پروکوپلیه واقع شده‌است. جیگوی ۲۷۶ نفر جمعیت دارد.